# Tupi (campo petrolifero)
Tupi è un importante giacimento petrolifero offshore del Brasile, la cui scoperta è stata annunciata da Petrobras nel novembre 2007. È chiamato anche giacimento Lula, in onore dell'allora presidente brasiliano Luiz Inácio Lula da Silva
È situato nel bacino de Santos, una zona di recente esplorazione. Contiene sia petrolio sia  gas naturale, con riserve stimate tra 5 e 8 miliardi di barili, che ne farebbero il più grande giacimento scoperto nel mondo dopo Kashagan.
La produzione dovrebbe iniziare nel 2011 e il petrolio sembra di qualità migliore di altri giacimenti brasiliani, come Marlim.
L'ambasciatore brasiliano, in visita in Arabia saudita, ha dichiarato che, dopo la scoperta di questo grosso giacimento, il Brasile potrebbe aderire all'OPEC.